# 風間馨
風間 馨（かざま かおる、生年不明 - 没年不明）は、日本の海軍軍人。最終階級は海軍軍医中佐、酒田風間氏分家・東美系の一族。

## 履歴
- 羽前国飽海郡酒田（現・山形県酒田市）に、風間操の次男として生れる。
- 1904年（明治37年）10月25日 - 医術開業試験及第証書授与[1]
- 1905年（明治38年）12月15日 - 海軍軍医学校練習学生ヲ命ズ[2]
- 1906年（明治39年）
  - 12月15日 - 海軍軍医学校練習学生ヲ免ジ横須賀海軍病院付ヲ命ズ[3]
  - 12月20日 - 任 海軍少軍医・補 横須賀海軍病院付[4]
- 第二駆逐隊付を経る。
- 1907年（明治40年）11月20日 - 免 第二駆逐隊付・補 横須賀水雷団付[5]
- 1908年（明治41年）
  - 2月7日 - 免 横須賀水雷団付・補 第一駆逐隊付[6]
  - 5月15日 - 免 第一駆逐隊付・補 舞鶴海兵団付[7]
  - 9月25日 - 任 海軍中軍医・免 舞鶴海兵団付・須磨乗組み被仰付[8]
  - 12月10日 - 須磨乗組み被免・八重山乗組み被仰付[9]
- 1909年（明治42年）12月1日 - 免 八重山乗組み・補 横須賀水雷団付[10]
- 1910年（明治43年）
  - 9月15日 - 免 横須賀水雷団付・補 横須賀海軍工廠付[11]
  - 12月1日 - 任 海軍大軍医[10]
- 1911年（明治44年）5月22日 - 免 横須賀海軍工廠付・補 千早軍医長[12]
- 1912年（明治45年）
  - 1月16日 - 免 千早軍医長・待命被仰付、但し舞鶴に滞在すべし[13]
  - 2月24日 - 補 呉海兵団付 [14]
- 1913年（大正2年）
  - 4月1日 - 免 呉海兵団付・補 若宮丸軍医長[15]
  - 12月1日 - 免 若宮丸軍医長・補 対馬軍医長[16]
- 1914年（大正3年）5月27日 - 免 対馬軍医長・海軍軍医学校甲種学生被仰付[17]
- 1915年（大正4年）12月13日 - 海軍軍医学校甲種学生教程卒業につき学生被免・比叡乗組み被仰付[18]
- 1916年（大正5年）12月1日 - 免 比叡乗組み・補 利根軍医長[19]
- 1917年（大正6年）
  - 6月1日 - 免 利根軍医長・佐世保鎮守府付被仰付[20]
  - 佐世保鎮守府付 兼 沖島軍医長を経る。
  - 12月1日 - 免 沖島軍医長[21]
- 1918年（大正7年）
  - 4月15日 - 免 佐世保鎮守府付・津軽軍医長被仰付[22]
  - 12月1日 - 任 海軍軍医少監・免 津軽軍医長・補 佐世保防備隊軍医長[23]
- 1919年（大正8年）12月1日 - 免 佐世保防備隊軍医長・補 出雲軍医長 兼 分隊長[24]
- 1920年（大正9年）3月24日 - 免 出雲軍医長 兼 分隊長・補 摂津軍医長 兼 分隊長[25]
- 1921年（大正10年）
  - 6月3日 - 免 摂津軍医長 兼 分隊長・補 呉海軍病院部員[26]
  - 12月1日 - 免 呉海軍病院部員・補 佐世保海軍港務部軍医長[27]
- 1922年（大正11年） 
  - 5月25日 - 兼補 知床軍医長[28]
  - 9月1日 - 免 知床軍医長[29]
  - 12月1日 - 任 海軍軍医中佐・佐世保鎮守府付被仰付[30]
  - 12月10日 - 待命被仰付[31]
- 1923年（大正12年） 3月31日 - 予備役被仰付[32]
- 1930年（昭和5年） 2月9日 - 後備役編入[33]
- 1935年（昭和10年） 2月9日 - 退役編入[34]

## 栄典
位階
- 1907年（明治40年）2月12日 - 正八位[35]
- 1908年（明治41年）12月11日 - 従七位[36]
- 1911年（明治44年）2月20日 - 正七位[37]
- 1916年（大正5年）4月10日 - 従六位[38]
- 1921年（大正10年）5月20日 - 正六位[39]
- 1923年（大正12年） 4月30日 - 従五位[40]

勲章等
- 1915年（大正4年）
  - 2月26日 - 勲六等瑞宝章[41]
  - 11月7日 - 勲五等瑞宝章・大正三四年従軍記章[42]